# Waldthausenpark

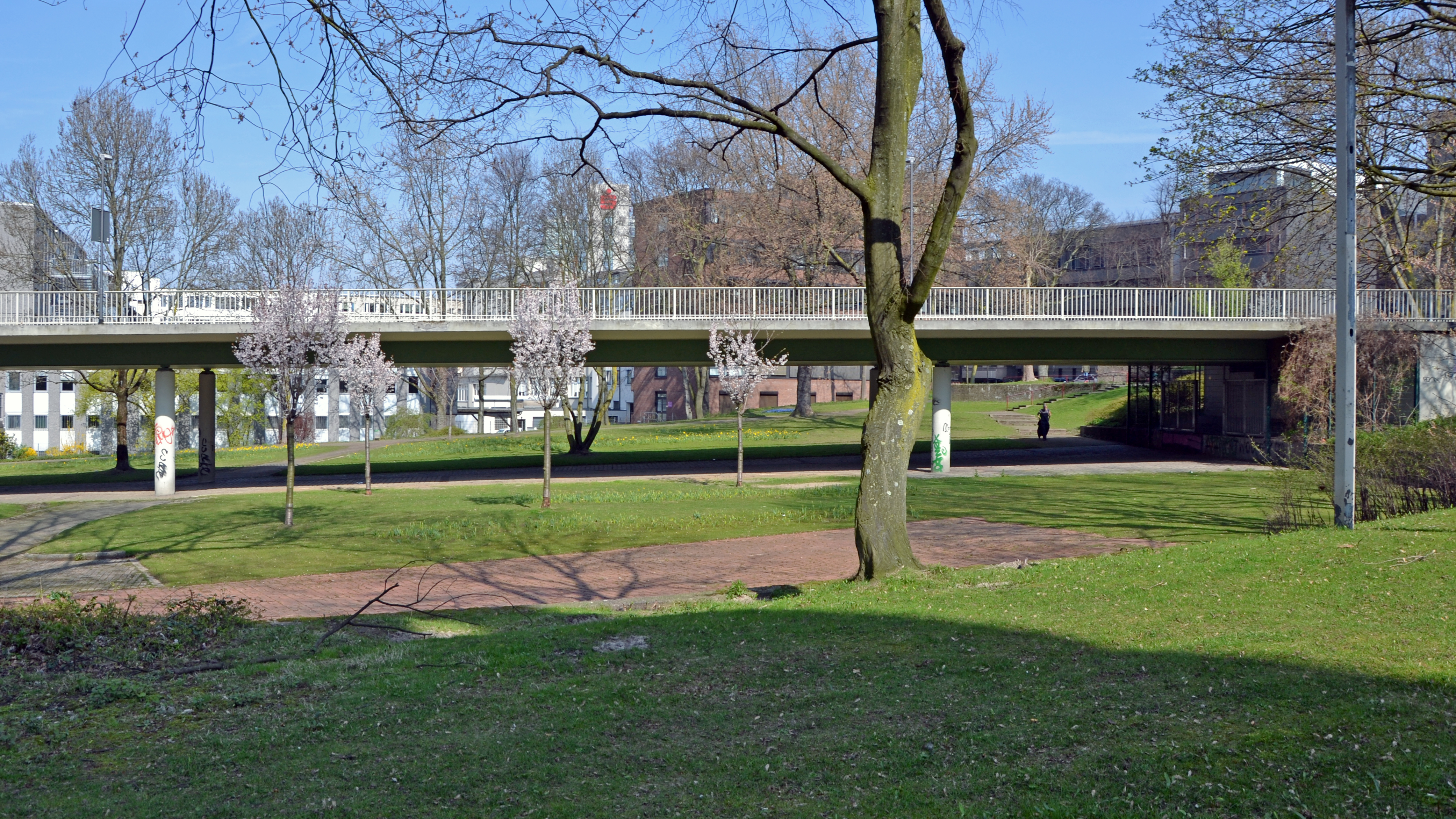
Waldthausenpark mit Alfred-Herrhausen-Brücke (2017)

Der Waldthausenpark ist mit rund 7000 Quadratmetern Fläche die einzige zusammenhängende Parkanlage im Essener Stadtkern.

## Geschichte
Der Waldthausenpark ist nach der Unternehmer- und Patrizierfamilie Waldthausen benannt. Im südlichen Bereich des heutigen Parks stand die aus dem 19. Jahrhundert stammende und im Zweiten Weltkrieg zerstörte Villa Waldthausen. Diese erwarb die Stadt Essen 1936 vom Bankier Albert von Waldthausen, so dass die  Nationalsozialisten 1937 darin das Haus Heimat zwecks Ausstellung von Exponaten des Ruhrlandmuseums (heute ist Nachfolger das Ruhr Museum) einrichteten. Mit der Zerstörung gingen auch diese zum Teil verloren. In der Nachkriegszeit wurde auf der entstandenen Freifläche der Waldthausenpark angelegt. Seit dem 1. Oktober 1965 wird er von der Waldthausenbrücke überspannt, die seit 1994, nach dem Bankmanager Alfred Herrhausen benannt, Alfred-Herrhausen-Brücke heißt.

## Umbau 2021/2022
Der Rat der Stadt Essen hatte 2018 den Umbau der Parkanlage beschlossen. Ein Jahr danach fanden im Park verschiedene Beteiligungsverfahren für die Bürger zur Parkentwicklung statt. Die Baumaßnahmen von Kosten in Höhe von rund 450.000 Euro fanden seit Februar 2021 statt. Dieses Geld stammt aus Zuwendungen des Landes Nordrhein-Westfalen unter Einsatz von Mitteln des Europäischen Fonds für regionale Entwicklung (EFRE) sowie aus Landes- und Bundesmitteln aus dem Förderprogramm Sozialer Zusammenhalt. Es wurden Wege und Treppen saniert, Neupflanzungen vorgenommen und ehemalige als Angsträume wahrgenommene Bereiche beseitigt. Zudem wurden Spiel- und Sportmöglichkeiten geschaffen. Am 9. März 2022 wurde der Waldthausenpark offiziell wiedereröffnet.